# Viz Media
Viz Media är ett amerikanskt medieföretag inom områdena anime, manga och japansk underhållning. Företaget grundades år 1986 i San Francisco, Kalifornien av Seiji Horibuchi.